# 東京都立晴海総合高等学校
東京都立晴海総合高等学校（とうきょうとりつ はるみそうごうこうとうがっこう）は、東京都中央区晴海一丁目に位置する東京都立大学晴海キャンパスに所在する東京都立高等学校。通称は晴総（はるそう）。

## 設置学科
- 総合学科
  - 情報システム系列
  - 国際ビジネス系列
  - 自然科学系列
  - 社会・経済系列
  - 語学コミュニケーション系列
  - 芸術・文化系列

## 概要
都立高校としては初めて総合学科として開校した。東京都立大学晴海キャンパス内にあり、同じ敷地内には東京都立大学の法科大学院が存在している。ただし同じ敷地内に位置していても東京都立大学への推薦枠が存在するわけではない。隣接して位置していた京橋高校・京橋商業高校を統合する形で設立された。母体の一つが商業高校であるため、同じ総合学科で工業高校を前身とするつばさ総合高校等と比べて商業系の選択範囲が多い（情報システム系列・国際ビジネス系列）。また、英語に限らずフランス語、スペイン語、ドイツ語、中国語などの外国語の授業や、芸術系の授業を選択できるのも特徴である。授業のジャンルごとに「系列」に分科され、系列に属する授業から複数選択可能。系列における授業の選択は2年次より可能になる。3年次になると、課題研究と呼ばれる、大学における卒業論文にあたるものを作成する。

## 沿革
旧・東京都立京橋高等学校
- 1910年（明治43年）5月18日 - 東京市立京橋区女子実業補習学校が開校
- 1918年（大正7年） - 東京市立京橋区女子実業補習学校を東京市立京橋区実務補習女学校と改称
- 1936年（昭和11年） - 東京市立京橋区実務補習女学校を東京市立京橋高等家政女学校と改称
- 1943年（昭和18年） - 東京市立京橋高等家政女学校が東京都へ移管され、東京都立京橋高等家政女学校となる
- 1949年（昭和24年）4月28日 - 学制改革により東京都立京橋高等家政女学校は東京都立京橋高等学校となる

旧・東京都立京橋商業高等学校
- 1939年（昭和14年）4月20日 - 東京市立京橋実業学校開校
- 1943年（昭和18年） - 東京市立京橋実業学校が東京都へ移管され、東京都立京橋実業学校となる
- 1948年（昭和23年） - 学制改革により東京都立京橋実務学校は東京都立京橋新制高等学校となる
- 1950年（昭和25年）1月26日 - 東京都立京橋新制高等学校を東京都立京橋商業高等学校と改称

### 統合

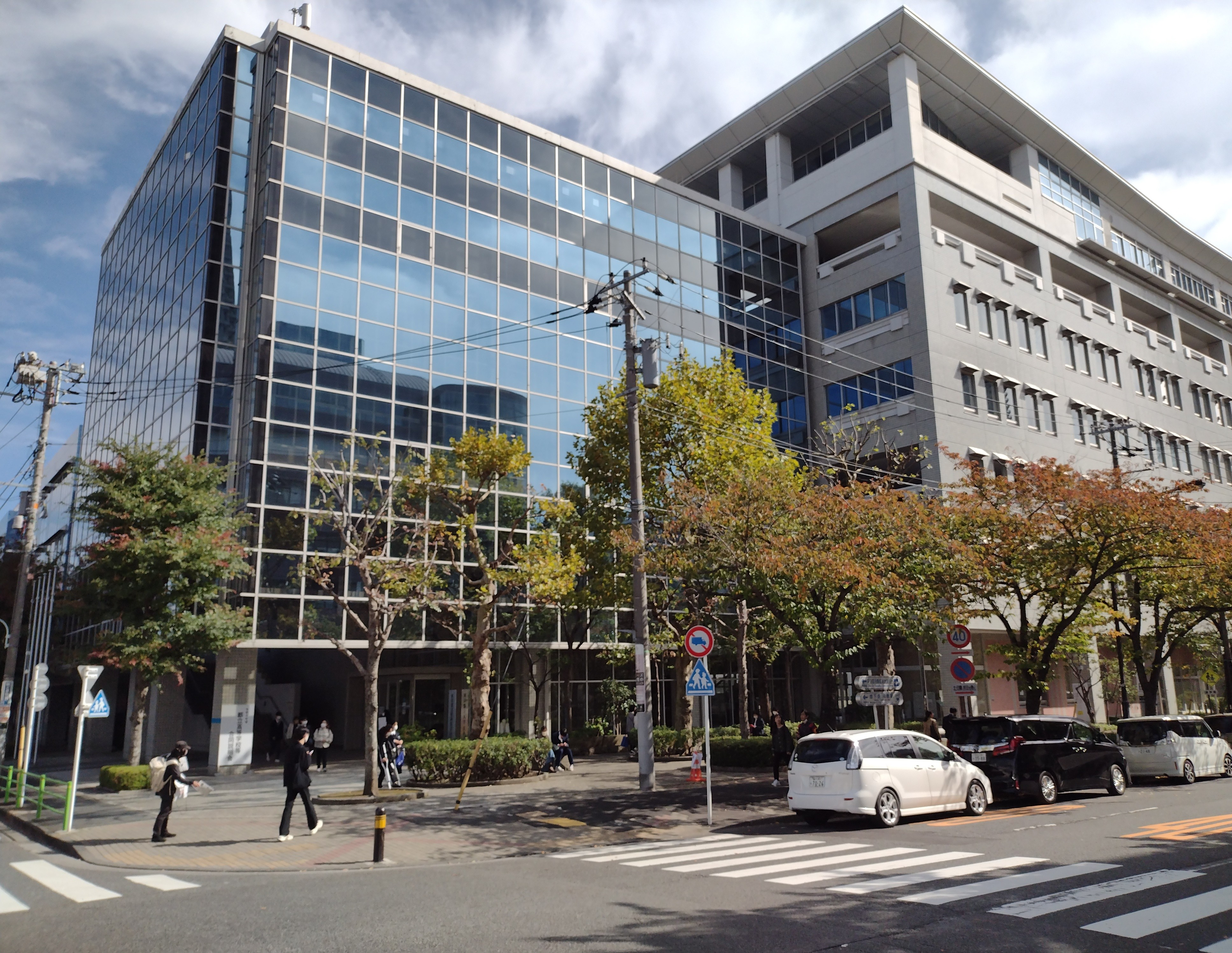
入り口前の道路から撮影

- 1991年（平成3年）8月23日 - 総合選択制高等学校基本計画検討委員会が設置され、上記高等学校を発展的に統合した、新しいタイプの高等学校として設置することが確認される
- 1996年（平成8年）4月1日 - 東京都立晴海総合高等学校開校

## 授業選択
授業はシラバスを読み、生徒自身が選択していく。選択できるものは大きく分けて、必修、必修選択、系列選択、自由選択である。
- 必修選択では、全員が必ず受けるが、いくつかの枠で選択が可能である。たとえば地理歴史/理科のうち2単位選択する。1年次のみ存在する。
- 系列選択は、まず系列を選択する。生徒は選択した系列ごとの特色ある授業を選択する。2年次以降に存在する。
- 自由選択は、規定単位のなかで系列とは関係なく自由に授業を選択できる。この中には演劇や服飾など特色あるものから、日本史Bなどの一般的な科目、数学総合演習などの受験対策的な科目まで幅広く存在する。

どの種類の授業にも、学年ごとに選択可能な科目は異なる。ただし、3年次であれば2年次の授業は選択可能である（2年次が3年次の授業を選択することは不可能）。組み立ての構造上、極力空き時間ができないようにすることが求められるが、選択次第で空き時間が発生することもある。ただし休憩時間というわけでなく、図書館などで自習をすることが求められる。

## 交通
出典 : 
- 電車

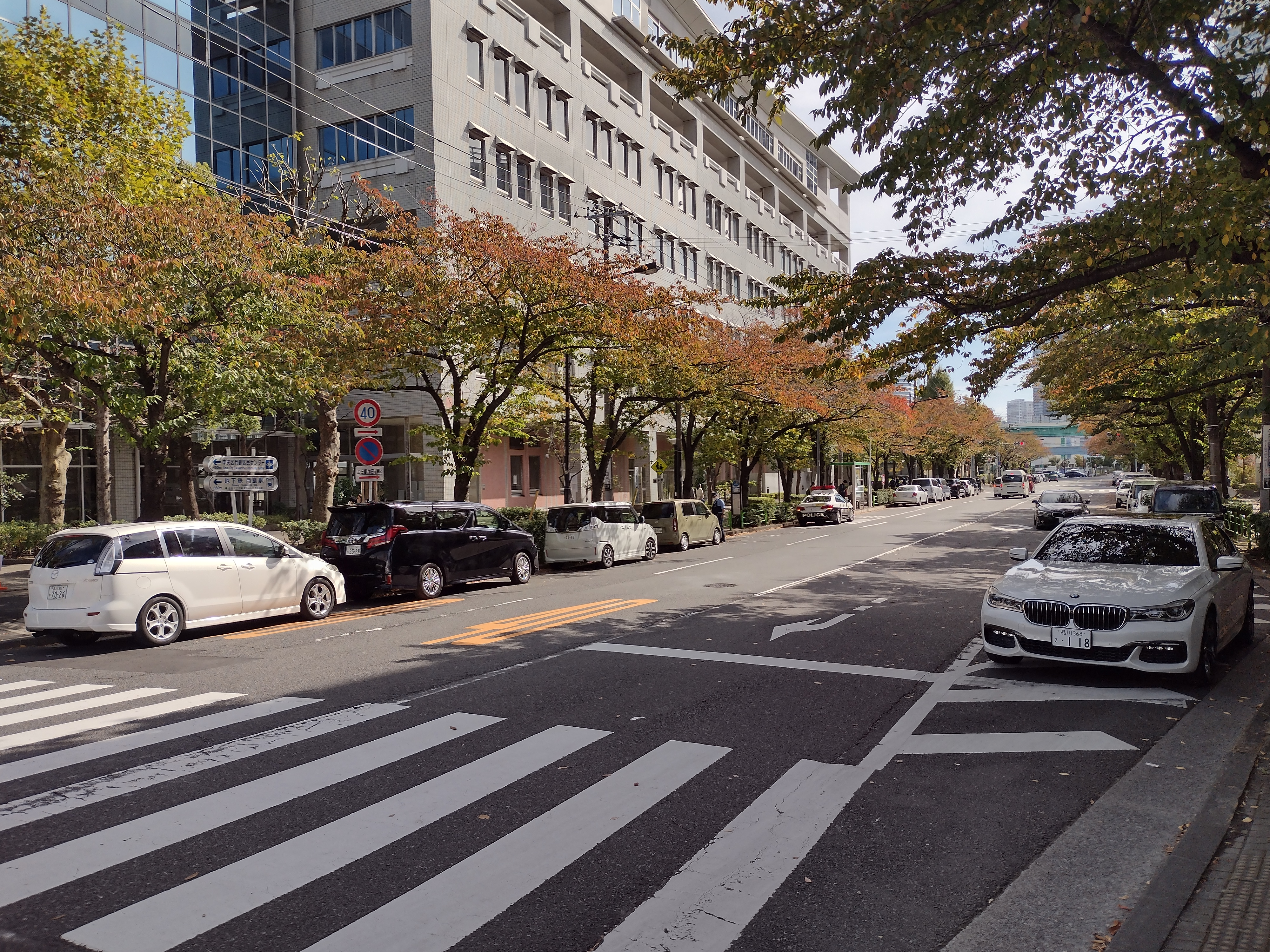
入り口前の朝潮橋につながる道

  - 東京メトロ有楽町線月島駅より徒歩8分。
- バス

| 乗車駅                   | 系統       | 下車停留所              | 運行事業者 |
| ------------------------ | ---------- | ----------------------- | ---------- |
| とうきょうスカイツリー駅 | 業10       | 「晴海一丁目」          | ■都営      |
| 錦糸町駅                 | 錦13       | 「晴海一丁目」          | ■都営      |
| 東京駅八重洲口           | 東15・東16 | 「晴海一丁目」          | ■都営      |
| 東京ビッグサイト         | 東16       | 「新月島公園前」        | ■都営      |
| 亀戸駅                   | 門33       | 「月島三丁目」、徒歩6分 | ■都営      |

## 著名な出身者
- 石田節子（着付師、着物スタイリスト、著作家）　※旧京橋商業高等学校卒業
- 清水由貴子（女優）　※旧京橋商業高等学校から明治大学付属中野中学校・高等学校定時制へ転校）
- 蔵持重裕（日本史学者）　※旧京橋商業高等学校卒業
- 弓削徹（経営コンサルタント、著作家、コピーライター、日本工業大学大学院技術経営研究科教授、セミナー講師）
- 鮫島巧（GACKTギタリスト・作曲家）
- DJぷりぷり（カラーコーディネータ－）
- レノ聡（モデル・俳優）
- 木村昴（声優）
- 望月ミキ（タレント）
- Mad Skills Styler/RYUICHI(ダンサー・アーティスト)